# UwU

Emotikon z textu „UwU“, který vyjadřuje červenání

uwu, také stylizováno jako UwU, je emotikon který znázorňuje roztomilý obličej. Termín „UwU“ se stal velice populární například na internetových fórech nebo na sociálních sítích. Znaky „u“ symbolizují zavřené oči a znak „w“ ústa. Je využíván jako reakce k vřelým, šťastným nebo láskyplným situacím.

## Používání a varianty
Emotikon uwu se často používá k označení roztomilosti (kawaii), štěstí nebo něhy. Někdy je tento emotikon nadměrně používán, což může obtěžovat příjemce. S oblibou se používá ve furry fandomu. Často se pomocí tohoto emotikonu chybně odkazuje na japonskou kulturu otaku, přestože není japonského původu a japonská fonologie zcela postrádá sekvenci „wu“.[zdroj?]
Emotikon má také překvapivější variantu, owo (také stylizované jako OwO a spojené s furry fandomem), která může také naznačovat roztomilost, stejně jako zvědavost a zmatenost. owo získalo popularitu v roce 2018, na rozdíl od uwu představují znaky o otevřené oči. Někdy se také používá pro trolling. Další varianta, TwT, se často používá k symbolizaci pláče, přičemž každé T představuje zavřené oko se slzami stékajícími dolů.

## Historie
Nejstarší známé použití emotikonu uwu se stalo 11. dubna 2000. Tento emotikon tehdy použil furry umělec Ghislain Deslierres v příspěvku na stránce VCL (Vixen Controlled Library). Fanfikce anime z roku 2005 obsahovala další rané použití tohoto slova. Původ emotikonu je neznámý, ale mnoho lidí věří, že pochází z internetových chatovacích místností. V roce 2014 se emotikon rozšířil až na sociální síť Tumblr a stal se internetovou subkulturou.
Slovo uwu je součástí „slovní observatoře“ Španělské královské akademie, kde je definované jako „emotikon používaný k projevu štěstí nebo něhy“.

### Významná použití
V roce 2018 tweetnul oficiální účet Twitteru slovo „uwu“ v reakci na tweet umělce Kiririn.
V roce 2020 twitterový účet U.S. Army Esports tweetnul „uwu“ v reakci na tweet společnosti Discord.